# Мејкон (Илиноис)
Мејкон (енгл. Macon) град је у америчкој савезној држави Илиноис. По попису становништва из 2010. у њему је живело 1.138 становника.

## Демографија
Према попису становништва из 2010. у граду је живело 1.138 становника, што је 75 (6,2%) становника мање него 2000. године.
| Група             | 2000.         | 2010.         |
| Белци             | 1.197 (98,7%) | 1.108 (97,4%) |
| Афроамериканци    | 3 (0,2%)      | 3 (0,3%)      |
| Азијати           | 4 (0,3%)      | 0 (0,0%)      |
| Хиспаноамериканци | 7 (0,6%)      | 12 (1,1%)     |
| Укупно            | 1.213         | 1.138         |